# 紀晃子
紀 晃子（きの あきこ、1934年 - 1983年）は、日本の数学者。
専門は数学基礎論。学位は、理学博士（東京教育大学・1962年）。